# 1133

## Esdeveniments
- Es funda la universitat d'Oxford

## Naixements
- 5 de març - Le Mans (Sarthe, País del Loira, actualment França): Enric II d'Anglaterra (m. 1189).[1]